# Burg Feistritz

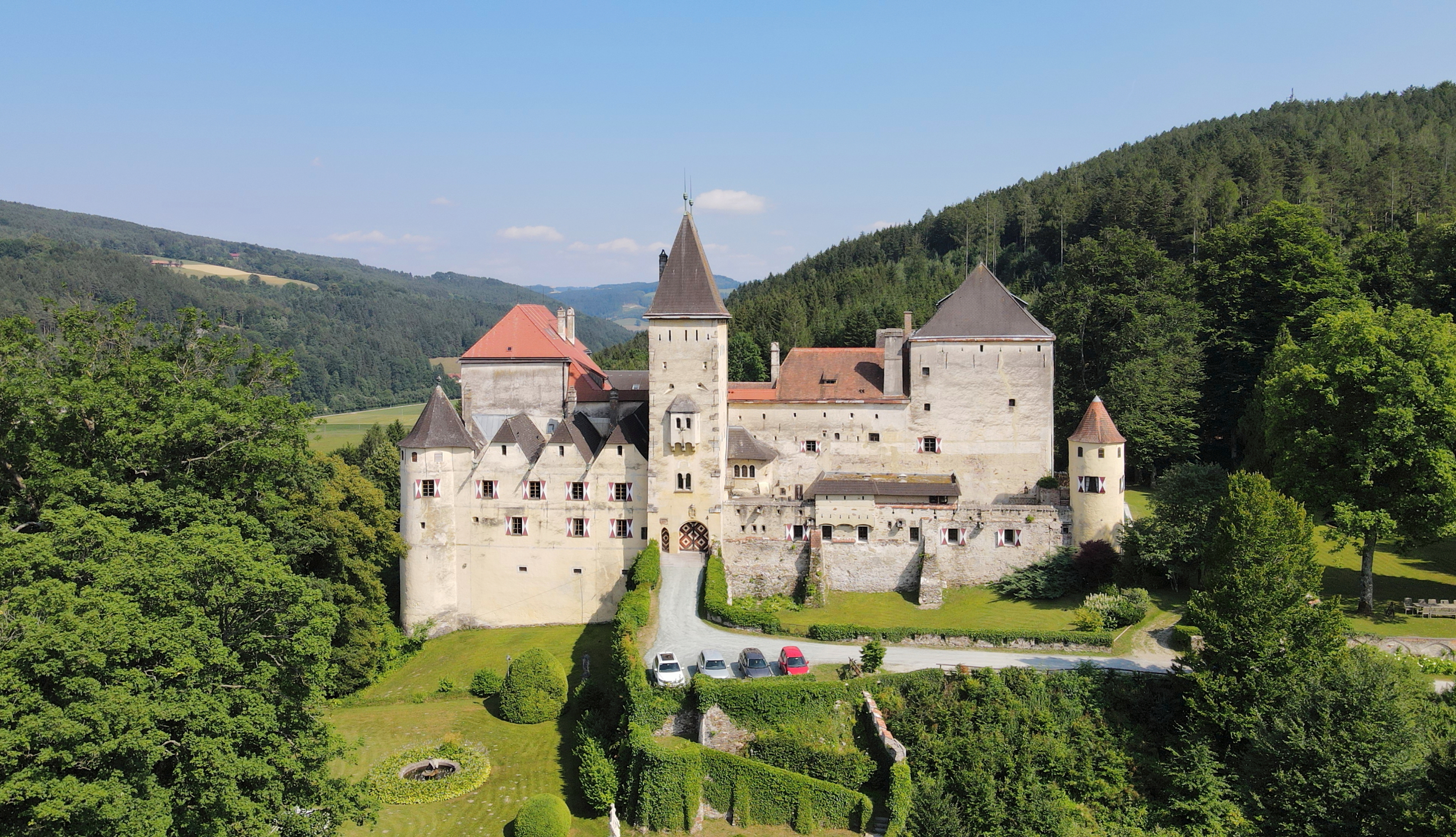
Burg Feistritz (Westansicht)

Die Burg Feistritz steht südöstlich über dem Ort in der Gemeinde Feistritz am Wechsel im Bezirk Neunkirchen in Niederösterreich. Die Gesamtanlage der Burg steht unter Denkmalschutz (Listeneintrag).

## Geschichte
Die Veste Feistritz wurde vermutlich im zweiten Viertel des 12. Jahrhunderts von Ministerialen errichtet. Die Burg war vom 14. Jahrhundert bis 1488 im Besitz der Pottendorfer und bis 1537 der Zinzendorfer. Die Anlage ging 1547 an die Familie Rottal und 1681 an die Herren von Pergen. Von 1796 bis 1815 hatte die Burg wechselnde Besitzer, mit 1815 Joseph Freiherr Dietrich von Dietrichsberg. 1922 kaufte Maximilian Mautner die Burg und unterzog sie mit Architekt Marischka bis 1924 einer umfassenden Renovierung. In der Burg wurde ein Armeemuseum eingerichtet, dessen Bestände sich heute im Heeresgeschichtliches Museum in Wien befinden. Nach 1960 wurde die Anlage zu einem Tagungszentrum adaptiert.
1485, 1529 (Erste Wiener Türkenbelagerung) und 1683 (Zweite Wiener Türkenbelagerung) wurde die Burg vergeblich belagert.
Die Nord-Süd-ausgerichtete schmalrechteckige Anlage ist mit einer Ringmauer umschlossen. Der romanische Palas steht an der nördlichen Schmalseite mit einem abgemauerten, außen nordöstlich vorspringenden Bergfried. Erst später wurden der Hungerturm und der südliche Palas in die Ummauerung eingefügt. Um 1500 erfolgte ein spätgotischer Umbau, davon sind drei runde Ecktürme erhalten. Ab 1685 war ein großzügiger Umbau mit einer Verlegung des anfangs östlichen Einganges nach Westen mit einem Torturm und einer Zugbrücke. Außerhalb der Burg entstand an der nordwestlichen Ringmauer ein mehrgeschoßiger Trakt mit drei mächtigen Dachgaupen. Joseph Dietrich ließ die Gesamtanlage im Stil der Romanik erneuern und im Nordtrakt ein Schlosstheater sowie außen eine Parkanlage anlegen.

## Bildergalerie

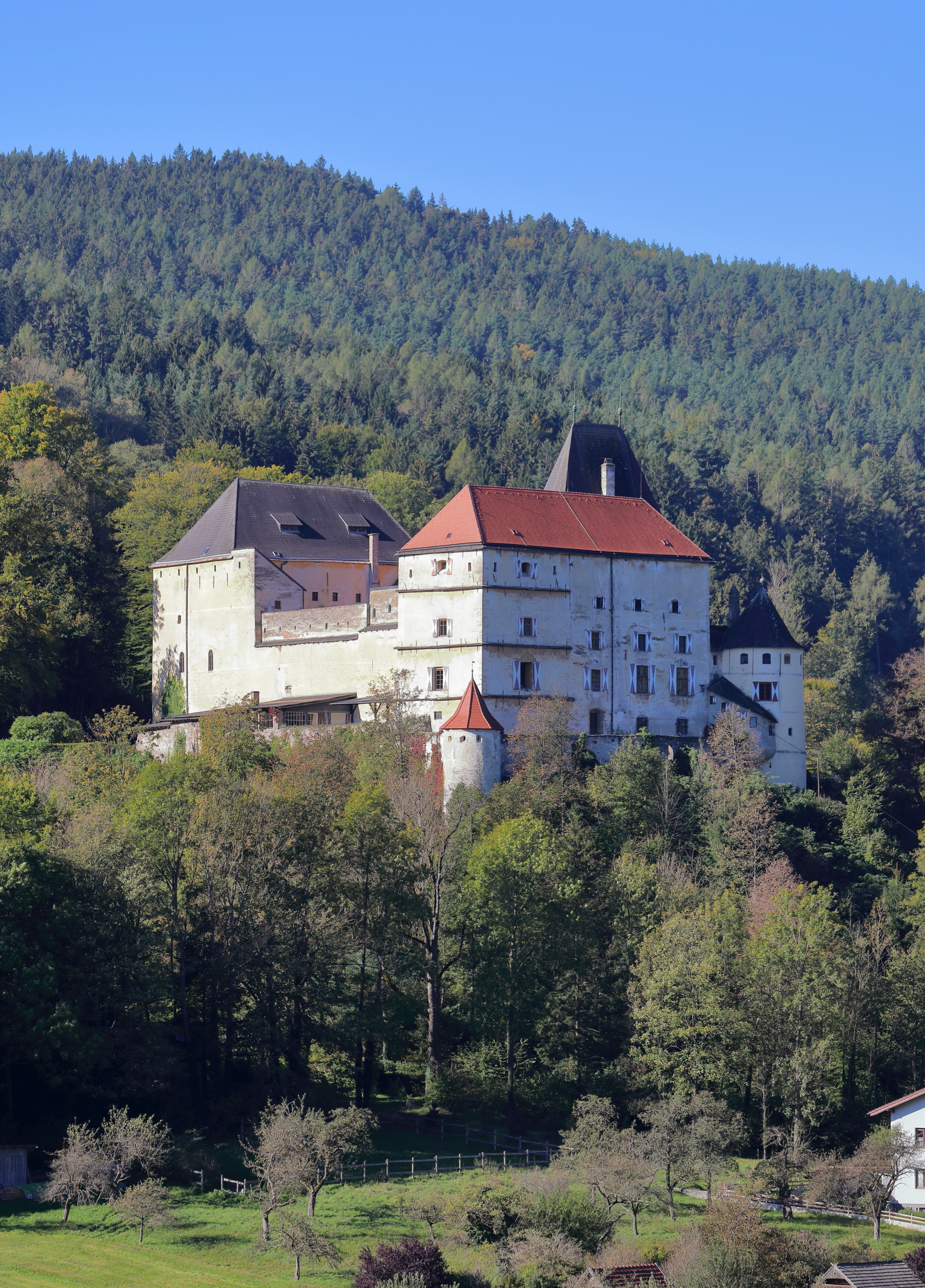
Nordostansicht der Burganlage
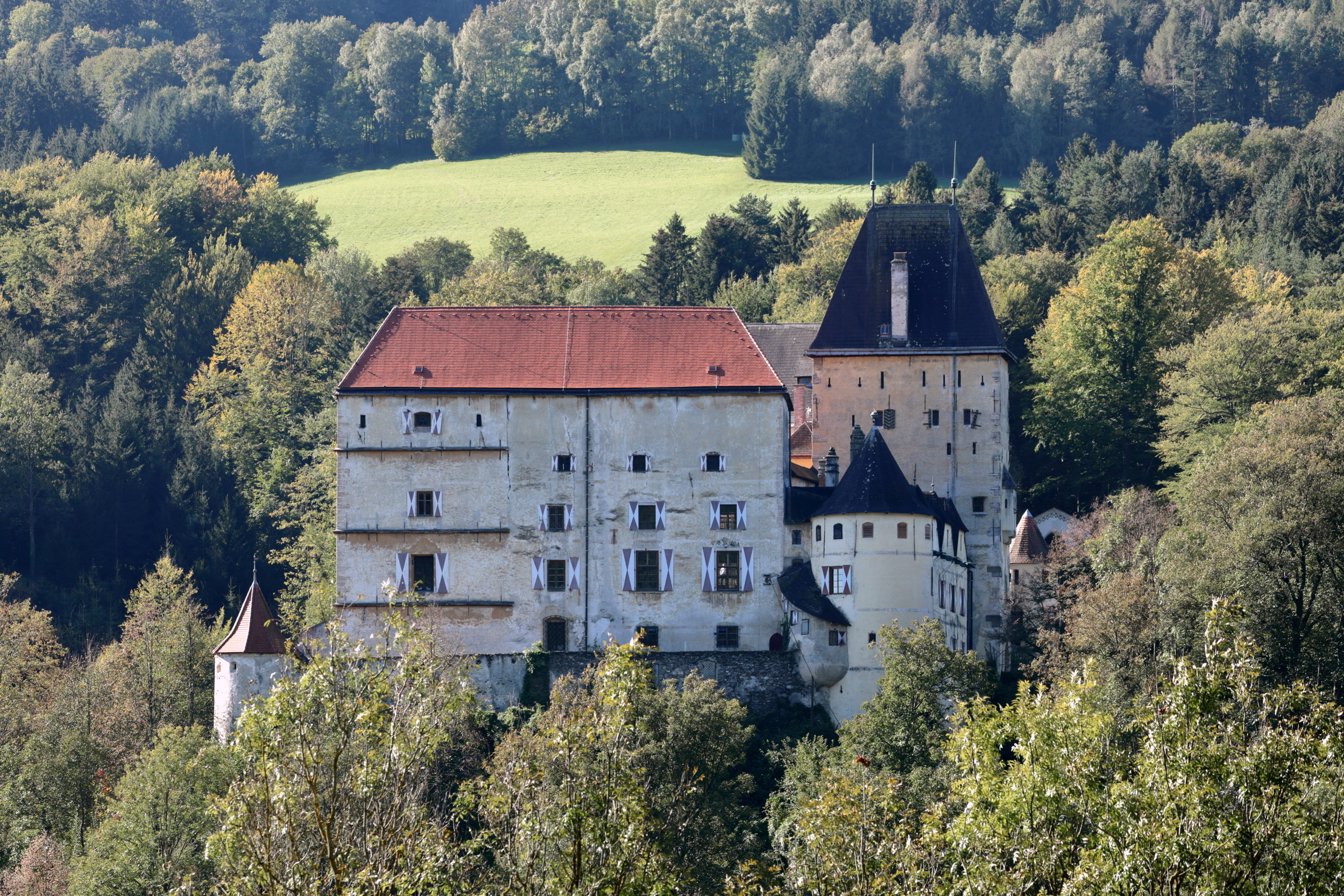
Nordansicht der Burganlage
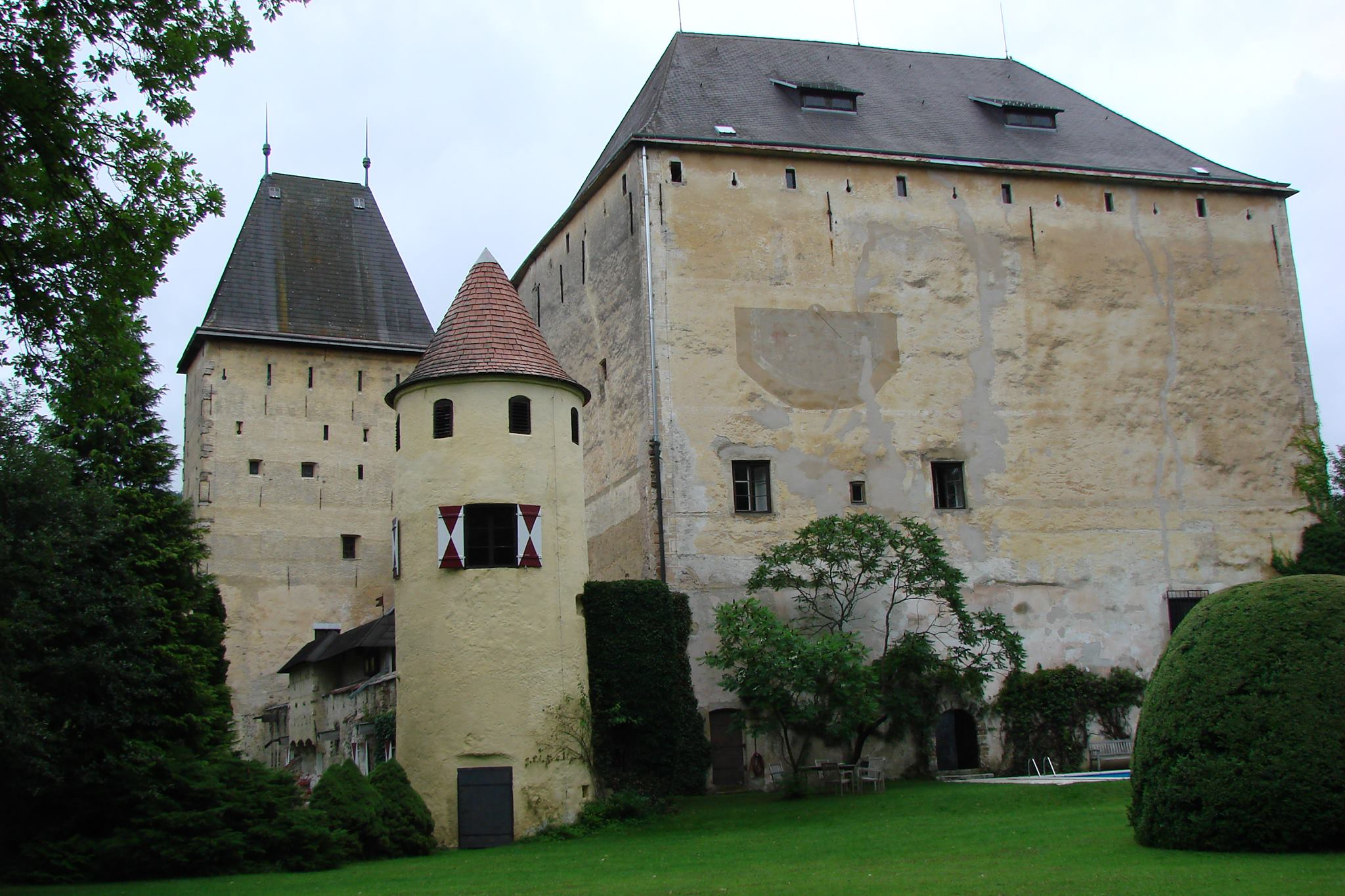
Westlicher Torturm, südwestlicher Eckturm, und die mächtige Südfront (v. l. n. r.)
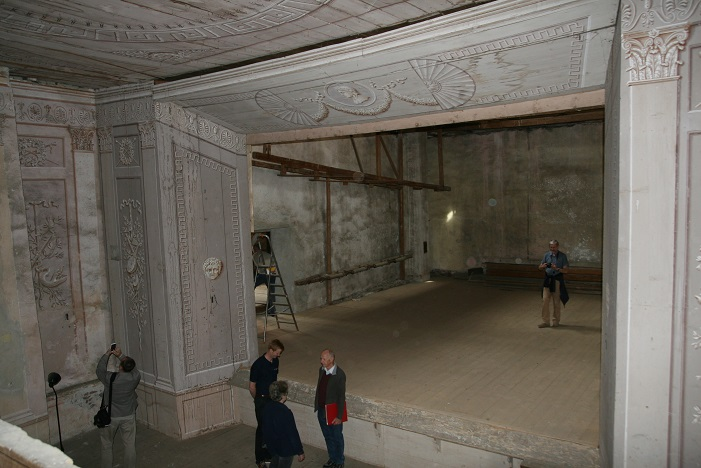
Schlosstheater (2015)